# Noworąblów
Noworąblów – wieś w Polsce położona w województwie lubelskim, w powiecie opolskim, w gminie Karczmiska.
W latach 1975–1998 miejscowość należała administracyjnie do ówczesnego województwa lubelskiego.
W miejscowości działa jednostka Ochotniczej Straży Pożarnej dysponująca dwoma wozami bojowymi oraz pojazdem zabytkowym.
Wieś stanowi sołectwo w gminie Karczmiska. Według Narodowego Spisu Powszechnego z roku 2011 wieś liczyła 168 mieszkańców.
Wierni Kościoła rzymskokatolickiego należą do parafii Najświętszej Maryi Panny Matki Kościoła w Grabówkach.

## Historia
Miejscowość powstała w latach siedemdziesiątych XIX wieku kiedy to zaczęto wyręb lasów należących do majątku Kębło w powiecie nowoaleksandryjskim. Na porębie utworzono nową wieś i nazwano ją, od sposobu powstania, Noworąbłów alias Noworęblów.
Kolonia posiadała wówczas 15 domów i 139 mieszkańców.
Podczas spisu powszechnego z 1921 roku nazwę tej wsi w gminie Karczmiska zapisano jako Noworąblów, było tu wówczas 31 domów i 214 mieszkańców.